# Pas sur la bouche
Pour les articles homonymes, voir Pas sur la bouche (homonymie).
Pour plus de détails, voir Fiche technique et Distribution.
Pas sur la bouche est un film musical franco-suisse réalisé par Alain Resnais, sorti en 2003. C'est la seconde adaptation cinématographique de l'opérette éponyme d'André Barde et Maurice Yvain, écrite en 1925.

## Synopsis
Lors d'un séjour aux États-Unis, Gilberte a été mariée en premières noces à un Américain, Eric Thomson. Son mariage a été un échec. Mais cette union n'ayant pas été légalisée par le consul de France, elle n'y est, de fait, pas reconnue. Revenue à Paris, Gilberte a épousé Georges Valandray, riche métallurgiste. Celui-ci, qui croit à la félicité conjugale dès lors que l'on est le premier amant de sa femme, est soigneusement tenu dans l'ignorance de l'union avec Eric Thomson.
Seule la sœur de Gilberte, Arlette Poumaillac, toujours célibataire, connaît le secret. Mais, par pure coïncidence, Georges Valandray entre en relations d'affaires avec cet Eric Thomson et se prend d'amitié pour lui.

## Fiche technique
- Titre : Pas sur la bouche
- Réalisation : Alain Resnais
- Scénario : Alain Resnais, d'après le livret original d'André Barde
- Direction artistique : Jacques Saulnier (supervision), Jean-Michel Ducourty
- Costumes : Jackie Budin
- Photographie : Renato Berta
- Son : Jean-Marie Blondel, Gérard Hardy, Gérard Lamps
- Montage : Hervé de Luze
- 1er assistant-réalisateur : Laurent Herbiet
- Musique : Bruno Fontaine
- Musique originale et nouveaux arrangements originaux : Bruno Fontaine
- Production : Bruno Pésery
- Sociétés de production : Arena Films, France 2 Cinéma, France 3 Cinéma, Arcade et Vega Film
- Sociétés de distribution : Pathé (France)
- Budget : 11,2 millions d'euros[1]
- Pays de production :  France,  Suisse
- Langue : français
- Format : couleur - 35 mm - 1,85:1
- Son : stéréo
- Genre : musical, comédie
- Durée : 115 minutes
- Date de sortie : 3 décembre 2003 (France)
- Affiche de film : Floc'h

## Distribution
- Sabine Azéma : Gilberte Valandray
- Pierre Arditi : Georges Valandray, second mari de Gilberte
- Audrey Tautou : Huguette Verberie
- Isabelle Nanty : Arlette Poumaillac, sœur de Gilberte
- Lambert Wilson : Eric Thomson, premier mari de Gilberte
- Jalil Lespert : Charley
- Daniel Prévost : Faradel
- Darry Cowl : Mme Foin, la concierge
- Bérangère Allaux : une jeune fille
- Françoise Gillard : une jeune fille
- Toinette Laquière : une jeune fille
- Gwenaëlle Simon : une jeune fille
- Nina Weissenberg : Juliette, la domestique

## Production

### Genèse
Au départ, Alain Resnais devait tourner Or, un film sur un scénario original de Michel Le Bris. Le tournage a été repoussé et Resnais a souhaité tourner un film rapidement. Il a alors cherché à tourner soit un remake, soit une pièce de théâtre.
Alain Resnais adapte ici une opérette française d'André Barde (paroles) et Maurice Yvain (musique) qui avait été créée au théâtre des Nouveautés le 17 février 1925.
Resnais considère Maurice Yvain comme « le Haydn de l'opérette ».

### Distribution
Alain Resnais retrouve ses comédiens favoris, Pierre Arditi et Sabine Azéma, mais pas André Dussollier, qui le dit lui-même dans la bande-annonce du film. Il a tenu à ce que ses acteurs chantent les chansons du film et ne soient pas doublés : « Ce qui m'excitait avec l'opérette de Barde et Yvain, c'était de la tourner en faisant mon casting d'acteurs sans me préoccuper de leur capacité à chanter mais en sachant que l'on ne recourrait pas à des voix en playback de « vrais » chanteurs. Je voulais que les acteurs chantent vraiment. Au début, Lambert Wilson excepté, ils pensaient tous que c'était impossible. »
Pour le rôle de la concierge, Alain Resnais choisit le comique Darry Cowl, qui joue un rôle féminin. Dans un entretien avec Antoine de Baecque, Darry Cowl explique : « Je n'avais jamais joué en femme, ça m'a plu : les bouclettes étaient seyantes. Et j'adore chanter. »

### Tournage
Le film est tourné dans les studios d'Arpajon.

## Accueil

### Box office
Le film a fait 650 000 entrées en Europe dont 622 000 en France.

## Autour du film
- Pas sur la bouche constitue le troisième long-métrage d'Alain Resnais dans le genre de la comédie musicale, après La vie est un roman et On connaît la chanson. C'est aussi un hommage au théâtre comme Mélo, avec des jeux de scène où les acteurs prennent à témoin le spectateur (en l'occurrence la caméra) et des mouvements de rideaux apparents.
- L'opérette originale fut adaptée une première fois au cinéma en 1931 par Nicolas Evreïnoff et Nicolas Rimsky, avec Mireille Perrey (Gilberte), Nicolas Rimsky (Eric Thomson), Jeanne Marny (Huguette), Jacques Grétillat (Georges Valandray), Alice Tissot (Mlle Poumaillac).

## Distinctions

### Récompenses
- César du cinéma 2004 :
  - César des meilleurs costumes : Jackie Budin
  - César du meilleur acteur dans un second rôle : Darry Cowl
  - César du meilleur son : Jean-Marie Blondel, Gérard Hardy et Gérard Lamps
- Étoile d'or 2004